# アルフレッド・G・ヴァンダービルトハンデキャップ
アルフレッド・G・ヴァンダービルトハンデキャップ（Alfred G. Vanderbilt Handicap）は、アメリカ合衆国のサラトガ競馬場にて、毎年8月に開催される競馬の競走である。

## 概要
グレード制ではGIに類される。ダート6ハロンで施行され、出走条件は3歳以上馬のハンデキャップ競走。2010年よりGIに昇格された。
2025年よりGIIに降格されることになった。

## 近年の勝ち馬
- 2025年 Book'em Danno
- 2024年 Nakatomi
- 2023年 Elite Power
- 2022年 Jackie's Warrior
- 2021年 Lexitonian
- 2020年 Volatile
- 2019年 Imperial Hint
- 2018年 Imperial Hint
- 2017年 El Deal
- 2016年 A. P. Indian
- 2015年 Rock Fall
- 2014年 Palace[2]
- 2013年 Justin Phillip
- 2012年 Poseidon's Warrior
- 2011年 Sean Avery
- 2010年 Majesticperfection
- 2009年 Fabulous Strike
- 2008年 Abraaj
- 2007年 Diabolical
- 2006年 War Front
- 2005年 Pomeroy
- 2004年 Speightstown
- 2003年 Private Horde
- 2002年 Orientate
- 2001年 Five Star Day
- 2000年 Successful Appeal